# Dalia Hernández
Pour les articles homonymes, voir Hernández.
Dalia Hernández (14 août 1985 à Veracruz au Mexique) est une actrice mexicaine qui a commencé à jouer avec l'équipe Apocalypto de Mel Gibson, qui narre le crépuscule de la civilisation maya.
Hernández est née à Veracruz au Mexique, elle a étudié à l'université de Veracruz.